# هوپرزین ای
هوپرزین آ (به انگلیسی: Huperzine A) با فرمول شیمیایی C۱۵H۱۸N۲O یک ترکیب شیمیایی است. که جرم مولی آن ۲۴۲٫۳۲ g/mol می‌باشد. 